# Tavolo per cinque
Tavolo per cinque (Table for Five) è un film del 1983 diretto da Robert Lieberman.

## Trama
J.P. Tannen è un uomo separato e con tre figli, che vivono con la madre e con il loro patrigno. J.P. dovrà lottare per riuscire a intrattenere un rapporto con loro e a conquistarne la fiducia.